# Free-running (biologie)
 (février 2020).
Si vous disposez d'ouvrages ou d'articles de référence ou si vous connaissez des sites web de qualité traitant du thème abordé ici, merci de compléter l'article en donnant les références utiles à sa vérifiabilité et en les liant à la section « Notes et références ».
Le Free-Running fait référence à l'horloge biologique qui n'est pas synchronisée avec des signaux exogènes de l'environnement (zeitgebers, de l'allemand "donneurs de temps"). 
Dans des conditions constantes sans stimuli externes, le rythme circadien contrôle les systèmes homéostatiques périodiques comme le cycle veille-sommeil.
Chez les humains et les animaux, dans des expériences scientifiques de « free running », le rythme circadien peut passer d'un cycle de vingt-quatre heures à un cycle plus long ou plus court. Quand l’individu suit des rythmes circadiens différents de vingt-quatre heures, cela ne veut pas dire que l’individu n’est pas influencé par l’environnement, mais cela signifie qu’il existe un mécanisme interne qui maintient le comportement périodique.